# Ronald González (Fußballspieler, 1990)
Ronald Damián González Tabilo (* 17. Oktober 1990 in Antofagasta) ist ein chilenischer Fußballspieler. Der Flügelstürmer bestritt ein Länderspiel für die chilenische Fußballnationalmannschaft.

## Karriere

### Verein
Ronald González begann seine Profikarriere 2008 bei Deportes Antofagasta unter Trainer Mario Véner und wurde in der Primera B Stammspieler. In seiner Heimatstadt Antofagasta blieb er bis 2017 und wechselte dann zu San Luis. Ein Jahr später ging er in die Primera B zurück und schloss sich Deportes Copiapó an, das ihn 2020 an Unión Española und 2021 an den CD Cobreloa verlieh. In der Saison 2023 lief er für Deportes Limache in der Segunda División auf und schaffte mit dem Verein den Aufstieg mit der Meisterschaft. 2024 wechselte González zu Provincial Ovalle und blieb somit in der dritten Liga.

### Nationalmannschaft
Im März 2010 bestritt González sein einziges Länderspiel in der A-Nationalmannschaft beim Freundschaftsspiel gegen Venezuela, als er in der 33. Spielminute für Esteban Paredes eingewechselt und in der 80. Spielminute wieder ausgewechselt wurde.

## Erfolge
Antofagasta
- Chilenischer Zweitligameister: 2011